# Dichocera robusta
Dichocera robusta là một loài ruồi trong họ Tachinidae.